# Selenografia
La selenografia és l'estudi dels trets de la superfície i del relleu de la Lluna. Històricament, els principals objectius dels selonografistes era el mapatge de la cara visible de la Lluna i designar-ne les mars lunars, els cràters, així com les seves muntanyes i desnivells. Aquesta tasca es deixa de fer quan es poden obtenir imatges d'alta resolució de la Lluna orbitant vehicles espacials, durant la primera era espacial. No obstant això, algunes regions de la Lluna romanen pobrament fotografiades (especialment prop dels pols).
Els primers selenògrafs treballaren al segle xvii.
Avui, la selenografia es considera que és una subdisciplina de la selenologia, que vol dir ‘ciència de la Lluna’. La paraula prové del nom de la deessa grega Selene, que personifica la Lluna, i del sufix -grafia, que vol dir ‘escriptura’.